# 清泉上拱北
清泉上拱北，位于中国青海省平安县巴藏沟乡清泉村，为青海省市县级文物保护单位，公布日期为1987年6月2日，类型为古建筑。
清泉上拱北的历史年代为明、清。